# Diecezja Galle
Diecezja  Galle – diecezja rzymskokatolicka w Sri Lance, powstała w 1893.

## Biskupi diecezjalni
- Joseph van Reeth, S.J., † (1895 - 1923)
- Nicholas Laudadio, S.J., † (1934 - 1964)
- Anthony de Saram † (1965 - 1982)
- Don Sylvester Wewitavidanelage † (1982 - 1995)
- Elmo Noel Joseph Perera (1995 - 2004)
- Harold Anthony Perera (2005 - 2009)
- Raymond Kingsley Wickramasinghe (od 2011)